# José Antonio Neme
José Antonio Jorge Neme Abud (Santiago, 14 de marzo de 1981) es un periodista y presentador de noticias chileno.

## Familia y estudios
Es hijo del periodista y político Antonio Neme Fajuri. Tiene ascendencia libanesa.[cita requerida]
Egresó del Liceo Alemán de Santiago en 1998, para posteriormente ingresar a estudiar periodismo en la Pontificia Universidad Católica de Chile.

## Carrera profesional
Ha desarrollado su carrera principalmente en la televisión. Inició su carrera en Televisión Nacional de Chile (TVN), donde participó en el informativo Medianoche, como comentarista de la sección internacional, el programa misceláneo Fruto prohibido, como entrevistador, el noticiero 24 horas, como conductor, y el bloque Zona D Reportajes, como presentador. En el canal de cable hermano de TVN, Canal 24 Horas, ofició como conductor de 24 horas en el mundo, La mañana informativa, 24 horas a la hora y Semana 24 y su último programa en TVN, Menú, junto a Claudia Conserva.

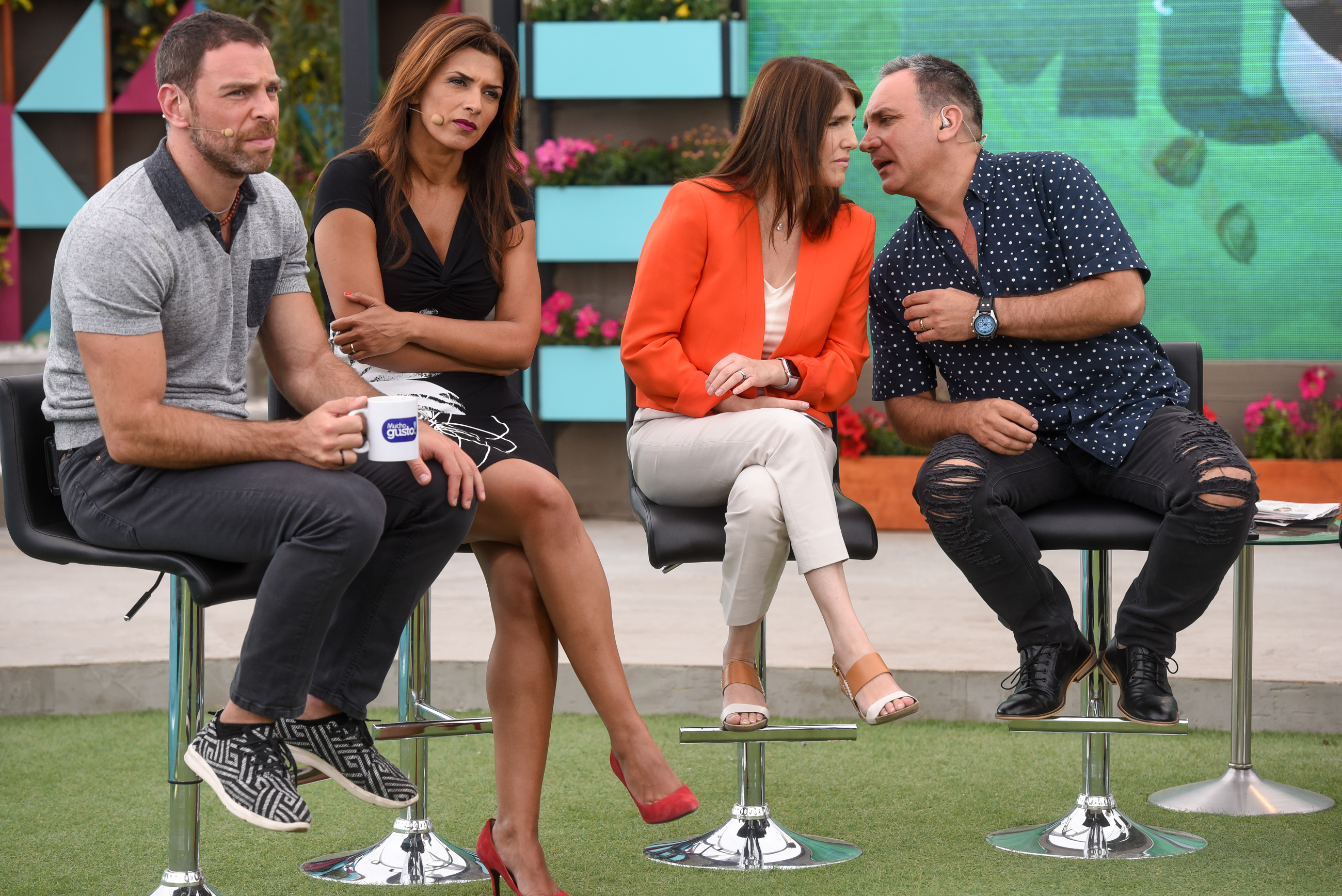
Neme (a la izquierda) como panelista en el programa Mucho gusto en febrero de 2017.

El 24 de abril de 2014, Neme renunció a TVN para incorporarse a Mega, desde el 2 de junio del mismo año. En esta estación condujo las ediciones matinal y tarde del noticiero del canal, Meganoticias, y también integró el panel del matinal Mucho gusto.
En enero de 2020 fue despedido de Mega. A partir de julio de ese año se incorporó a La Red, donde forma parte del panel de Hola Chile. Además, el 23 de agosto de 2020 se estrenó su programa de debate Pauta libre.
En marzo de 2021 se anunció su salida de La Red para regresar a Mega, para conducir, junto a Diana Bolocco, el matinal  Mucho gusto.
En febrero de 2025 fue conductor de La Gala del Festival y del programa satélite Viva Viña, emitido por Mega, ambos junto a Francisca García-Huidobro. Desde marzo de 2025 se sumó a la conducción del programa de farándula Only Fama —que hasta entonces era liderado únicamente por García-Huidobro— y, desde agosto del mismo año, conduce con ella el espacio de conversación Only Friends.
Fuera de la televisión se ha desempeñado como profesor de actualidad internacional en la Escuela de Periodismo de la Universidad Santo Tomás y en el programa Vita Mayor de la Municipalidad de Vitacura. En radio, condujo los programas informativos Será noticia en Radio Infinita junto a Macarena Puigrredón y Mauricio Bustamante, y La prueba de ADN en ADN Radio Chile, junto a Andrea Aristegui. En 2020 llegó a Radio Pudahuel, primero con un programa matinal y posteriormente uno vespertino. En junio de 2023 renunció a Radio Pudahuel para volver a Radio Infinita, emisora ahora propiedad de Mega Media.

## Vida personal
Neme ha reconocido públicamente su homosexualidad.
Neme se demostró contrario a la adopción homoparental mediante una publicación en Twitter en mayo de 2019, siendo criticado y objeto de memes. Tras publicar otros tuits aclarando su opinión sobre el tema, escribió una columna en el medio chileno The Clinic, donde afirmó que la adopción homoparental «es una gran responsabilidad».